# 大连东港

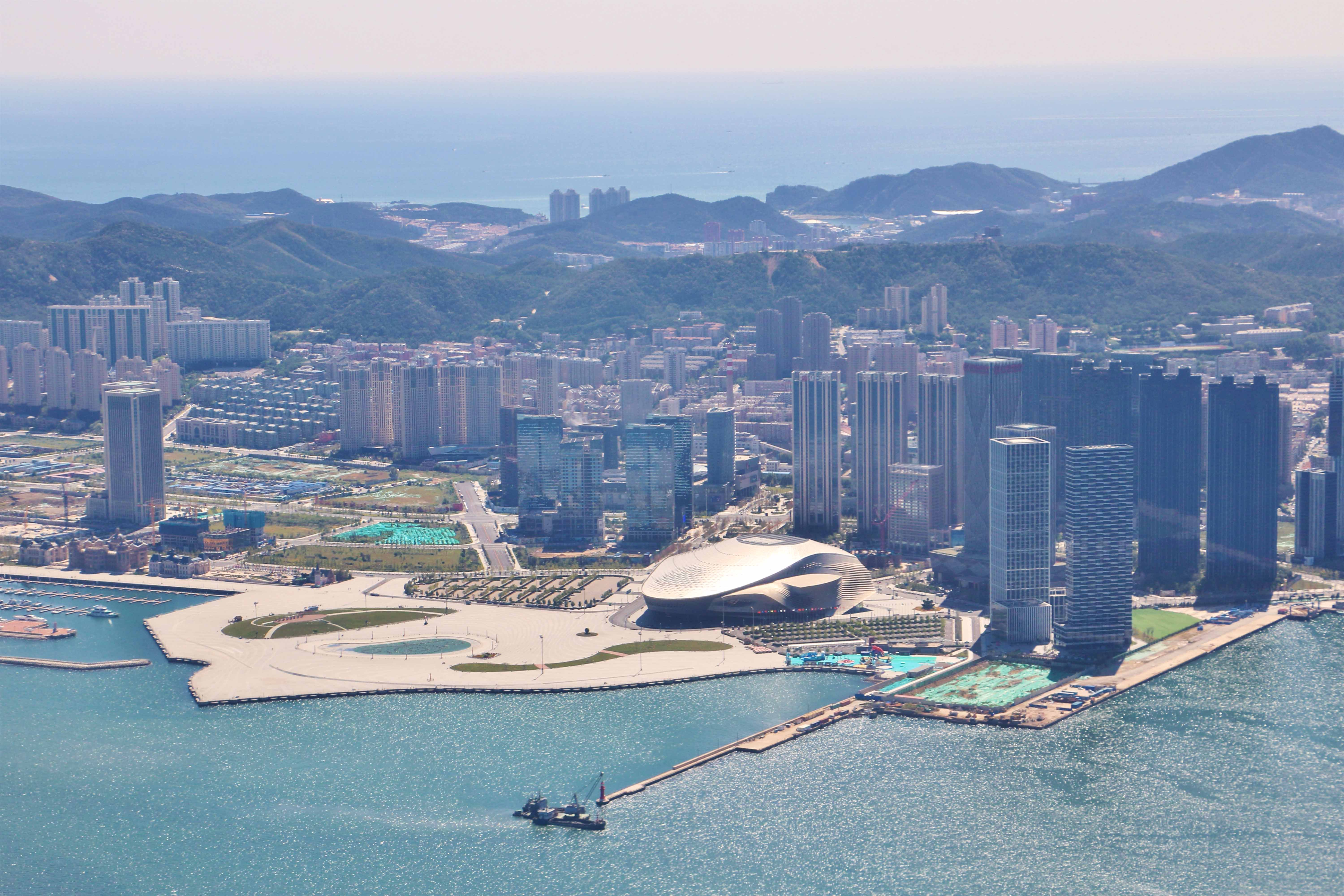
大连东港

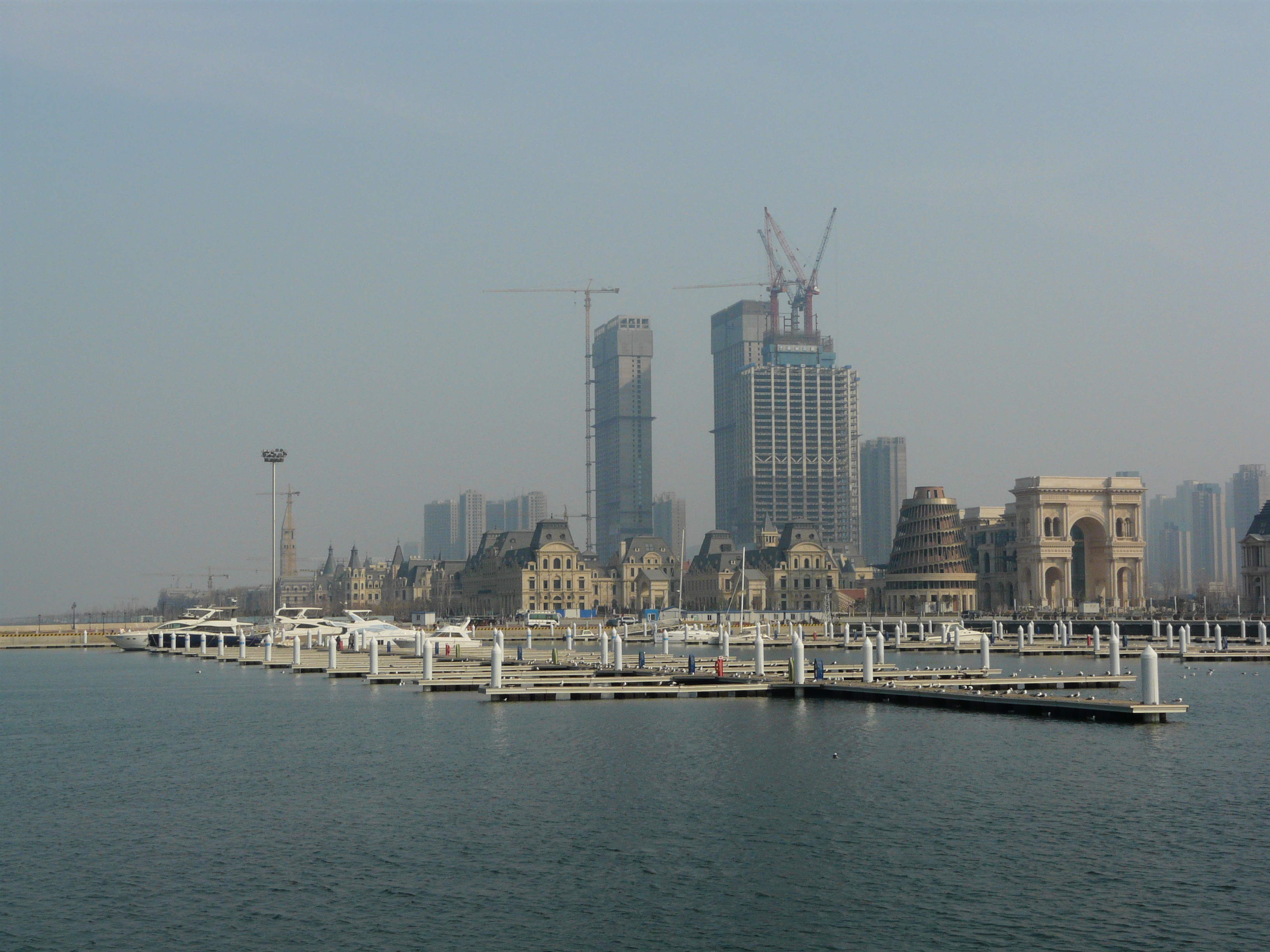
建設中的大连东港

大连东港（大连港东部地区,、大连东港新区）是大连的一个规划区域。
这一地区定位为大连市商务中心——人民路商务中心区的延伸区、国际航运中心的服务区、邮轮经济的核心区，优先发展商务、金融、信息、总部经济和旅游等现代服务业，形成航运服务中心集聚效应，区域内将建设国际邮轮中心、国际会议中心、体育场，具有商务、金融、办公、商业、居住、旅游观光等多种功能，有各具特色的标志性建筑物，形成城市标志性区域空间中心，还有大型的滨海公园将城市与大海连通。同时结合北部大钢大化地区的搬迁改造。

## 地理概况
东港区用地范围为西临大连港客运港码头，东至海之韵公园，南临长江路，北至大连湾南岸，涵盖了大连港东部港区和寺儿沟港区。改造项目规划用地面积597万平方米，其中现有陆域面积278万平方米，填海面积319万平方米。

## 建设进度
2004年7月，《大连港东港区改造规划方案》正式通过专家评审。
2008年11月13日，大连规划局公示《大连港搬迁改造控制性详细规划》。
2010年3月20日，东港区永久护岸工程两个标段正式合龙。

## 区内项目
大连国际会议中心、大连万达中心、万达公馆、希尔顿酒店、康莱德酒店、凯丹商业综合体、恒力地产、中庚当代艺术 ……